# Lista światowego dziedzictwa UNESCO w Japonii
Lista światowego dziedzictwa UNESCO w Japonii – lista miejsc w Japonii, wpisanych na listę światowego dziedzictwa UNESCO, ustanowioną na mocy Konwencji w sprawie ochrony światowego dziedzictwa kulturowego i naturalnego, przyjętą przez UNESCO na 17. sesji w Paryżu 16 listopada 1972 i ratyfikowaną przez Japonię 30 czerwca 1992 roku.
Według stanu na 2021 rok, na liście znajduje się 25 obiektów: 20 dziedzictwa kulturowego i 5 o charakterze przyrodniczym.
Na japońskiej liście informacyjnej UNESCO – liście obiektów, które Japonia zamierza rozpatrzyć do zgłoszenia do wpisu na listę światowego dziedzictwa, znajduje się 5 obiektów (stan w roku 2021).

## Obiekty na liście światowego dziedzictwa UNESCO
Poniższa tabela przedstawia japońskie obiekty na liście światowego dziedzictwa UNESCO:
Nr ref. – numer referencyjny UNESCO;
Obiekt – polskie tłumaczenie nazwy wpisu na liście wraz z jej angielskim oryginałem;
Położenie – miasto, prefektura; współrzędne geograficzne;
Typ – klasyfikacja według Komitetu Światowego Dziedzictwa:
- kulturowe (K),
- przyrodnicze (P),
- kulturowo–przyrodnicze (K,P);

Rok wpisu – roku wpisu na listę;
Opis – krótki opis obiektu wraz z informacjami o jego zagrożeniu.
     Wpisy transgraniczne
| Nr ref. | Obiekt | Zdjęcie | Położenie | Typ                 | Rok       | Opis |
| ------- | --- | ------- | --- | ------------------- | --------- | --- |
| 660     | Zabytki buddyjskie zespołu świątynnego Hōryū-ji Buddhist Monuments in the Horyu-ji Area |         | Prefektura Nara 34°36′53,1″N 135°44′03,0″E/34,614739 135,734172 | K (i)(ii)(iv)(vi)   | 1993      | Zespół świątynny Hōryū-ji obejmuje ok. 48 zabytków buddyjskich, niektóre z nich pochodzą z przełomu VII i VIII w. i należą do najstarszych zachowanych na świecie budowli drewnianych. Przykład adaptacji chińskiej architektury buddyjskiej do kultury japońskiej. |
| 661     | Zamek Himeji Himeji-jō |         | Prefektura Hyōgo 34°50′21″N 134°41′38″E/34,839167 134,693889 | K (i)(iv)           | 1993      | Doskonale zachowany kompleks pałacowy w Himeji – przykład XVII-wiecznej japońskiej architektury pałacowej, obejmujący 86 budowli rozwiniętego systemu obronnego. |
| 662     | Yakushima |         | Prefektura Kagoshima 30°21′31″N 130°31′43″E/30,358611 130,528611 | P (vii)(ix)         | 1993      | Wyspa Yaku-shima na styku krain zoogeograficznych Palearktyki i krainy orientalnej z bogatą florą (1900 gatunków i podgatunków), starymi okazami kryptomerii japońskiej i jedynym w regionie pierwotnym lasem wilgotnym ciepłej strefy umiarkowanej. |
| 663     | Góry Shirakami Shirakami-sanchi |         | Akita Prefektura Aomori 40°30′23,1″N 140°00′55,8″E/40,506417 140,015500 | P (ix)              | 1993      | Północna część wyspy Honsiu z ostatnimi połaciami dziewiczych lasów chłodnej strefy umiarkowanej – lasów bukowych z dominującym bukiem karbowanym; lasy zamieszkują niedźwiedzie japońskie, serau kędzierzawe i 87 gatunków ptaków. |
| 688     | Zespół zabytkowy dawnego Kioto (miasta Kioto, Uji i Ōtsu) Historic Monuments of Ancient Kyoto (Kyoto, Uji and Otsu Cities)                                                                                     |         | Prefektura Kioto Prefektura Shiga 34°58′50″N 135°46′10″E/34,980556 135,769444 | K (ii)(iv)          | 1994      | Kioto, wzniesione w 784 roku, wzorowane było na stolicach dawnych Chin i jest doskonałym przykładem rozwoju drewnianej architektury japońskiej i sztuki ogrodowej. |
| 734     | Zabytkowe wioski Shirakawa-go i Gokayama Historic Villages of Shirakawa-go and Gokayama |         | Prefektura Gifu Prefektura Toyama 36°16′15,4″N 136°53′54,8″E/36,270944 136,898556 36°25′32,0″N 136°56′08,6″E/36,425556 136,935722                                                                                           | K (iv)(v)           | 1995      | Wioski w odizolowanym regionie górskim z charakterstycznymi domami budowanymi w stylu gasshō-zukuri. |
| 775     | Pomnik Pokoju w Hiroszimie Hiroshima Peace Memorial (Genbaku Dome) |         | Prefektura Hiroszima 34°23′44″N 132°27′13″E/34,395556 132,453611 | K (vi)              | 1996      | Pomnik Pokoju w Hiroszimie – ruiny centrum wystawowego, zachowane jako pomnik upamiętniający zrzucenie bomb atomowych na Hiroszimę i Nagasaki; jedyny budynek, który ostał się po wybuchu pierwszej bomby atomowej 6 sierpnia 1945 roku. |
| 776     | Sanktuarium shintō w Itsukushima Itsukushima Shinto Shrine |         | Prefektura Hiroszima 34°17′46,6″N 132°19′10,0″E/34,296286 132,319444 | K (i)(ii)(iv)(vi)   | 1996      | Chram shintō z XIII w. na wyspie Itsukushima na Morzu Wewnętrznym – święte miejsce shintō. |
| 870     | Zespół zabytkowy miasta Nara Historic Monuments of Ancient Nara |         | Prefektura Nara 34°40′32″N 135°50′22″E/34,675556 135,839444 | K (ii)(iii)(iv)(vi) | 1998      | Liczne zabytki dawnej stolicy Japonii – Nary (710–784): świątynie buddyjskie, chramy shintō i ruiny pałacu cesarskiego. |
| 913     | Świątynie i sanktuaria w Nikko Shrines and Temples of Nikko |         | Prefektura Tochigi 36°45′23″N 139°35′58″E/36,756389 139,599444 | K (i)(iv)(vi)       | 1999      | Budowle sakralne w Nikko związane z historią siogunów Tokugawa. |
| 972     | Region Gusuku oraz pokrewne zabytki Królestwa Riukiu Gusuku Sites and Related Properties of the Kingdom of Ryukyu                                                                                              |         | Prefektura Okinawa 26°12′31″N 127°40′58″E/26,208611 127,682778 | K (ii)(iii)(vi)     | 2000      | Liczne obiekty świadczące o historii i kulturze Królestwa Riukiu w okresie XII–XVII w., m.in. ruiny zamków i miejsca kultu religijnego. |
| 1142    | Święte miejsca i drogi pielgrzymkowe w regionie gór Kii Sacred Sites and Pilgrimage Routes in the Kii Mountain Range                                                                                           |         | Prefektura Wakayama Prefektura Nara Prefektura Mie 33°50′13″N 135°46′35″E/33,836944 135,776389 | K (ii)(iii)(iv)(vi) | 2004      | Trzy święte miejsca – Yoshino i Omine, Kumano i Kōya-san – przykłady symbiozy dwóch tradycji religijnych: sintoizmu i buddyzmu. |
| 1193    | Shiretoko |         | Hokkaido 44°06′00″N 145°11′00″E/44,100000 145,183333 | P (ix)(x)           | 2005      | Półwysep Shiretoko w północno-wschodniej części Hokkaido, przykład współistnienia ekosystemów morskich i lądowych, a także nadzwyczajnej produktywności ekosystemów pod znaczącym wpływem tworzącego się sezonowo lodu morskiego na najniższej szerokości półkuli północnej; występuje tu wiele gatunków zagrożonych i endemicznych, m.in. puchacz japoński i uchatek grzywiasty. |
| 1246    | Kopalnia Srebra w Iwami Ginzan Iwami Ginzan Silver Mine and its Cultural Landscape |         | Prefektura Shimane 35°06′26″N 132°26′15″E/35,107222 132,437500 | K (ii)(iii)(v)      | 2007 2010 | Dawna kopalnia srebra Iwami Ginzan czynna w okresie od XVI do XX wieku z zachowanymi wytapialniami, rafineriami oraz siecią transportową. |
| 1277    | Hiraizumi–świątynie, ogrody i stanowiska archeologiczne związane z buddyzmem Czystej Krainy Hiraizumi – Temples, Gardens and Archaeological Sites Representing the Buddhist Pure Land                          |         | Prefektura Iwate 39°00′04″N 141°06′28″E/39,001111 141,107778 | K (ii)(vi)          | 2011      | Dawny ośrodek administracyjny północnego królestwa Japonii (XI–XII w.) z zachowanymi pozostałościami budynków i święta góra Kinkei-san związane z buddyzmem Czystej Krainy, który przyczynił się do powstania unikalnej japońskiej sztuki projektowania krajobrazu. |
| 1362    | Wyspy Ogasawara Ogasawara Islands |         | Tokio 27°43′06″N 142°05′59″E/27,718333 142,099722 | P (ix)              | 2011      | 30 wysp w trzech archipelagach charakteryzujących się bogatą florą i fauną z licznymi gatunkami endemicznymi. Odnotowano tu 441 taksonów roślin występuje tu m.in. zagrożona wyginięciem rudawka bonińska oraz 195 zagrożonych gatunków ptaków. |
| 1418    | Góra Fudżi – obiekt kultu i źródło artystycznej inspiracji Fujisan, sacred place and source of artistic inspiration                                                                                            |         | Prefektura Shizuoka Prefektura Yamanashi 35°21′45″N 138°43′50″E/35,362500 138,730556 | K (iii)(vi)         | 2013      | Stratowulkan z ośnieżonym szczytem – Fudżi – święta góra – inspiracja artystów i cel pielgrzymek do licznych sanktuariów i świątyń. |
| 1449    | Dawny ośrodek jedwabnictwa w Tomioka Tomioka Silk Mill and Related Sites |         | Prefektura Gunma 36°15′19″N 138°53′16″E/36,255278 138,887778 | K (ii)(iv)          | 2014      | Zabytkowy zespół z 1872 roku obejmujący farmę jedwabników, przędzalnię jedwabiu naturalnego i szkoły jedwabnictwa. |
| 1484    | Miejsca związane z rewolucją przemysłową w epoce Meiji: hutnictwem, przemysłem stoczniowym i przemysłem wydobywczym Sites of Japan’s Meiji Industrial Revolution: Iron and Steel, Shipbuilding and Coal Mining |         | Kiusiu Prefektura Yamaguchi Prefektura Shizuoka Prefektura Iwate | K (ii)(iv)          | 2015      | 23 obiekty w południowo-zachodniej Japonii związane z rewolucją przemysłową w okresie Meiji – świadectwo gwałtownego uprzemysłowienia kraju od połowy XIX do początku XX wieku, przykład pierwszego udanego przeniesienia zachodniej industrializacji do kraju spoza kręgu cywilizacji zachodnioeuropejskiej.                                                                     |
| 1321    | Dzieła architektury Le Corbusiera The Architectural Work of Le Corbusier, an Outstanding Contribution to the Modern Movement                                                                                   |         | Tokio 35°42′55″N 139°46′33″E/35,715278 139,775833 | K (i)(ii)(vi)       | 2016      | Wpis wraz z Argentyną, Belgią, Francją, Niemcami, Indiami i Szwajcarią. Obejmuje 17 budowli według projektów Le Corbusiera (1887–1965) – na terenie Japonii gmach National Museum of Western Art w Tokio. |
| 1535    | Święta wyspa Okinoshima i związane z nią miejsca w regionie Munakata Sacred Island of Okinoshima and Associated Sites in the Munakata Region                                                                   |         | Prefektura Fukuoka 34°14′42″N 130°06′20″E/34,245000 130,105556 | K (ii)(iii)         | 2017      | Święta wyspa Okinoshima, 60 km od zachodniego wybrzeża wyspy Kiusiu, z wieloma stanowiskami archeologicznymi dokumentującymi historyczne obrzędy z okresu od IV do IX w. |
| 1495    | Ukryte stanowiska chrześcijańskie w regionie Nagasaki Hidden Christian Sites in the Nagasaki Region |         | Prefektura Nagasaki Prefektura Kumamoto 32°44′02,8″N 129°52′12,8″E/32,734106 129,870236 | K (iii)             | 2018      | 10 wiosek w zachodniej części wyspy Kiusiu i na sąsiednich wyspach, Bazylika 26 męczenników japońskich i ruiny zamku Hara – świadectwo ukrytych wspólnot chrześcijańskich w epoce zakazu wiary chrześcijańskiej i ich ożywienia po jego zniesieniu w 1873 roku. |
| 1593    | Grupa grobów tumulusowych Kofun w Mozu-Furuichi: kopce grobowe w starożytnej Japonii Mozu-Furuichi Kofun Group: Mounded Tombs of Ancient Japan                                                                 |         | Prefektura Osaka 34°33′44″N 135°36′34″E/34,562222 135,609444 | K (iii)(iv)         | 2019      | 49 kofunów z okresu od III do VI wieku na płaskowyżu w pobliżu Osaki, wyróżniających się charakterystycznym kształtem – dziurki od klucza, muszli, kwadratu lub okręgu; miejsca pochówku przedstawicieli elit, zdobione glinianymi rzeźbami (haniwa). |
| 1632    | Prehistoryczne miejsca zabytkowe z okresu Jōmon w północnej Japonii Jomon Prehistoric Sites in Northern Japan                                                                                                  |         | Hokkaido Prefektura Aomori Prefektura Iwate Akita 41°03′56,0″N 140°33′08,0″E/41,065556 140,552217 | K (iii)(v)          | 2021      | Liczne stanowiska archeologiczne związane z kulturami z okresu Jōmon. |
| 1574    | Amami Ōshima, Tokunoshima, północna część wyspy Okinawa i wyspa Iriomote Amami-Oshima Island, Tokunoshima Island, Northern part of Okinawa Island, and Iriomote Island                                         |         | Prefektura Kagoshima Prefektura Okinawa 28°18′35″N 129°24′57″E/28,309722 129,415833 27°45′46″N 128°57′37″E/27,762778 128,960278 26°42′54″N 128°13′47″E/26,715000 128,229722 24°20′02,2″N 123°47′58,0″E/24,333958 123,799439 | P (x)               | 2021      | Odizolowane wyspy charakteryzują się bogactwem flory i fauny z wieloma gatunkami endemicznymi. |

## Obiekty na japońskiej Liście Informacyjnej UNESCO
Poniższa tabela przedstawia obiekty na japońskiej Liście Informacyjnej UNESCO:
Nr ref. – numer referencyjny UNESCO;
Obiekt – polskie nazwa obiektu wraz z jej angielskim oryginałem na japońskiej Liście Informacyjnej;
Położenie – miasto, prefektura; współrzędne geograficzne;
Typ – klasyfikacja według zgłoszenia:
- kulturowe (K),
- przyrodnicze (P),
- kulturowo–przyrodnicze (K,P);

Rok wpisu – roku wpisu na Listę Informacyjną;
Opis – krótki opis obiektu wraz z informacjami o jego zagrożeniu.
| Nr ref. | Obiekt | Zdjęcie | Położenie                                                       | Typ                    | Rok  | Opis |
| ------- | --- | ------- | --------------------------------------------------------------- | ---------------------- | ---- | --- |
| 370     | Świątynie, chramy i inne obiekty dawnej Kamakury Temples, Shrines and other structures of Ancient Kamakura |         | Prefektura Kanagawa 35°19′00″N 139°34′00″E/35,316667 139,566667 | K (i)(ii)(iii)(iv)(vi) | 1992 | Kamakura – dawny ośrodek władzy samurajów od 1192 do 1868 roku z wieloma świątyniami, miejscami kultu i innymi obiektami historycznymi.                                                                                            |
| 374     | Hikone-jō Hikone-Jo (castle) |         | Prefektura Shiga 35°16′00″N 136°15′00″E/35,266667 136,250000    | K (i)(ii)(iii)(iv)     | 1992 | Hikone-jō – dobrze zachowany zamek ze złotej ery architektury zamkowej na początku XVII w. |
| 5097    | Asuka-Fujiwara: stanowiska archeologiczne dawnych stolic Japonii i związanych z nimi obiektów Asuka-Fujiwara: Archaeological sites of Japan’s Ancient Capitals and Related Properties                                 |         | Prefektura Nara 34°28′13″N 135°49′25″E/34,470278 135,823611     | K (ii)(iii)(iv)(v)(vi) | 2007 | Liczne stanowiska archeologiczne związane z dawnymi stolicami w Asuka-kyō i Fujiwara-kyō z pozostałościami pałaców i rezydencji cesarza oraz dworu cesarskiego, pozostałościami świątyń i grobowców (m.in. Takamatsuzuka, Kitora). |
| 5572    | Kompleks kopalni w Sado, głównie kopalni złota The Sado complex of heritage mines, primarily gold mines |         | Prefektura Niigata 38°02′08″N 138°14′22″E/38,035556 138,239444  | K (ii)(iii)(iv)        | 2010 | Kompleks dawnych kopalni, głównie kopalń złota, na wyspie Sado, gdzie srebro i złoto było wydobywane od czasów starożytnych i gdzie rozwinięto zaawansowane systemy wydobycia surowców i zarządzania kopalniami.                   |
| 5760    | Hiraizumi–świątynie, ogrody i stanowiska archeologiczne związane z buddyzmem Czystej Krainy (poszerzenie wpisu) Hiraizumi – Temples, Gardens and Archaeological Sites Representing the Buddhist Pure Land (extension) |         | Prefektura Iwate 38°59′37″N 141°07′11″E/38,993611 141,119722    | K (ii)(iii)(vi)        | 2012 | Poszerzenie istniejącego wpisu. |